# Camarea
Camarea é um género botânico pertencente à família Malpighiaceae.

## Espécies
| - Camarea affinis - Camarea axillaris - Camarea discolor - Camarea elongata - Camarea ericoides - Camarea glazioviana | - Camarea hirsuta - Camarea humifusa - Camarea juncea - Camarea lanata - Camarea linearifolia - Camarea phylicoides | - Camarea pulchella - Camarea robusta - Camarea salicifolia - Camarea sericea - Camarea triphylla |